# Jamaica (Musical)
Jamaica ist ein Musical mit der Musik von Harold Arlen und den Gesangstexten von E. Y. Harburg. Das Buch schrieb Harburg gemeinsam mit Fred Saidy.
Die Uraufführung fand am 31. Oktober 1957 im Imperial Theatre in New York statt. Das Musical wurde produziert von David Merrick, Regie führte Robert Lewis, die Choreographie erarbeitete Jack Cole. Die bekannte Sängerin Lena Horne spielte an der Seite von Ricardo Montalbán die erste Savannah und somit ihre erste Broadway-Starrolle. Das Musical wurde 1958 für insgesamt sieben Tony Awards nominiert.
Im deutschsprachigen Raum ist das Musical heute kaum bekannt. Lediglich das Theater in Cronenberg in Wuppertal spielte während der Spielzeit 1996/97 in der Musicalrevue It’s showtime No. 2 einzelne Stücke.

## Handlung
Der arme jamaikanische Fischer Koli liebt die bildschöne Savannah. Diese träumt aber davon, nach New York zu reisen und zu Wohlstand zu kommen. Jenen Traum scheint ihr der reiche US-Amerikaner Joe Nashua erfüllen zu können.
Doch während eines Hurrikans rettet Koli ihren jüngeren Bruder, so dass sie ihre wahre Liebe erkennt und das Leben auf der Insel akzeptiert.

## Lieder
- Push the Button
- Little Biscuit
- Monkey in the Mango Tree
- Ain’t It the Truth – von Arlen ursprünglich für den 1943er Musicalfilm Cabin in the Sky komponiert